# Tratado de Alexandropol
O Tratado de Alexandropol (em turco:  Gümrü Antlaşması)) foi um tratado de paz entre a República Democrática da Armênia e a Grande Assembleia Nacional da Turquia que pôs fim à Guerra Turco-Armênia, assinado antes da declaração da República da Turquia em 2 de dezembro de 1920. Foi o primeiro tratado assinado pelos Movimento Nacional Turco com um estado internacionalmente reconhecido. Os termos do tratado foram negociados entre Kazim Karabekir e o ministro do exterior Alexander Khatisian.

## Relação entre Armênia e Turquia
A Armênia, esgotada pelo genocídio e pelos anos de guerra, sem recursos para combater e desamparada pelas nações europeias, viu-se pressionada a assinar o Tratado, que declarava renúncia ao Tratado de Sèvres, o qual estipulava a Armênia wilsoniana, que era seu direito reconhecido pelas nações ocidentais.[carece de fontes?]
O artigo segundo, reconheceu a recém-criada fronteira entre os dois países. Essencialemente, a fronteira estava de acordo com que fora identificado no Tratado de Brest-Litovsk em (1918) entre a República Socialista Federada Soviética da Rússia (RSFS da Rússia) e o Império Otomano. A República Democrática da Armênia já havia denunciado o Tratado de Brest-Litovsk. No entanto, após um conflito armado, os limites territoriais foram aceitos pela Armênia no Tratado de Batum em (1918). No vácuo administrativo criado pela dissolução das forças otomanas devido ao armistício de Mudros, um novo Estado, a República do Sudoeste Caucasiana liderada por Fakhr al-Din Pirioghlu e concentrada em Carse foi formada. Existiu juntamente com o exercício governamental geral britanico criado durante a intervenção da Entente na Transcaucásia. Foi abolida em 1919 pelo alto-comissário britânico almirante Somerset Arthur Gough-Calthorpe, após a ocupação de Istambul. Isso permitiu que a República Democrática da Armênia preenchesse os territórios.
O Tratado de Alexandropol mudou a delimitação da República Democrática da Armênia para o incerto Ardacane-Carse e cedeu mais de 50% da República Democrática da Armênia para a Grande Assembleia Nacional da Turquia. As razões pelo revés militar são expressados na publicação Dashnaktsutyun não tem mais nada a fazer por Hovannes Katchaznouni.
O Tratado assinado pelo governo armênio era para ser assinado pelo Parlamento armênio dentro de um mês. O que não ocorreu devido a ocupação da RSFS da Rússia à Armênia. Em 1921 o Tratado foi substituído pelo Tratado de Carse.[carece de fontes?]